# Jakten på Röd Oktober (film)
Jakten på Röd Oktober (engelska: The Hunt for Red October) är en amerikansk action-thriller från 1990 i regi av John McTiernan med Sean Connery och Alec Baldwin i huvudrollerna. Filmen är baserad på romanen med samma namn av Tom Clancy.

## Handling
Det är november 1984. En ny, tekniskt överlägsen rysk atomubåt kallad Röd Oktober (till minne av Oktoberrevolutionen i dåvarande Sovjetunionen 1917) har under ledning av kapten Marko Ramius (Sean Connery) kursen inställd på den amerikanska kusten. Då Ramius förlorat sin hustru har han inga band till den sovjetiska regimen och beslutar sig för att hoppa av genom att lämna över Röd Oktober till den amerikanska regeringen för att jämna ut spelfältet. Ramius skickar ett brev till Norra flottans befälhavare, amiral Jurij Ilitj Padorin (Peter Zinner), där han meddelar sin avsikt att hoppa av. Den sovjetiska regeringen påstår emellertid att han är en galning som vill starta ett tredje världskrig och försöker stoppa honom med sin egen flotta.
Jack Ryan (Alec Baldwin) dras in i ett möte om hur Ramius ska hanteras när han inser att Ramius försöker hoppa av. Ryan får tre dagar på sig att bevisa sin teori. Efter det kommer Ramius att hittas och sänkas.
Ryan lyckas ta sig ombord på den amerikanska atomubåten USS Dallas, där han lyckas övertyga befälhavaren Bart Mancuso (Scott Glenn) om Ramius avsikter. De etablerar en varlig kontakt, och Ryan försöker lista ut hur Ramius kommer att hantera besättningen på Röd Oktober som inte tänker hoppa av. Plötsligt bryter ett radioaktivitetsalarm ut på Röd Oktober, och hela besättningen förutom några av officerarna evakueras och räddas. Ryan och några av officerarna från USS Dallas tar  med hjälp av en amerikansk ubåtsräddningsfarkost ur Mystic-klassen sig ombord på Röd Oktober där de börjar kommunicera med de sovjetiska officerarna. Under tiden smyger en annan attackubåt, SSN Konovalov, med Viktor Tupolev (Stellan Skarsgård) som befälhavare. Denne börjar skjuta mot Röd Oktober, men faller offer för sina egna torpeder då USS Dallas lyckas lura en av dem tillbaka mot SSN Konovalov.
En sabotör ombord Röd Oktober försöker få en av robotarna att explodera och på så sätt sänka ubåten så att den inte faller i amerikanernas händer. Ryan lyckas till slut skjuta sabotören och Ramius lämnar över ubåten till Mancuso.

## Rollista i urval
- Sean Connery - Kapten 1:a graden Marko Ramius (Röd Oktober)
- Alec Baldwin - Dr. John Patrick "Jack" Ryan
- Joss Ackland - Ambassadör Andrej Lysenko
- Tim Curry - Dr. Jevgenij Petrov (Röd Oktober)
- Peter Firth - Politiske officeren Ivan Putin (Röd Oktober)
- Scott Glenn - Kommendörkapten Bart Mancuso (USS Dallas)
- James Earl Jones - Konteramiral James Greer, CIA
- Jeffrey Jones - Konsult Skip Tyler
- Richard Jordan - Dr. Jeffrey Pelt, säkerhetsrådgivare
- Sam Neill - Kapten 2:a graden Vasilij Borodin (Röd Oktober)
- Stellan Skarsgård - Kapten 2:a graden Viktor Tupolev (SSN Konovalov)
- Fred Dalton Thompson - Kommendörkapten Joshua Painter (USS Enterprise)
- Courtney B. Vance - Ekolodstekniker Ronald Jones (USS Dallas)
- Tomas Arana - Igor Loganov, kock (Röd Oktober)
- Timothy Carhart - Kommendör Bill Steiner (räddningsubåten Mystic)
- Daniel Davis - Kapten Charlie Davenport (USS Enterprise)
- Gates McFadden - Dr. Caroline "Cathy" Ryan (Jack Ryans hustru)

## Produktion och mottagande
Filmen hade biopremiär i USA den 2 mars 1990 och Sverigepremiär den 10 augusti 1990.
Filmen är inspelad i Port Valdez, Alaska (öppningsscenen), Liverpool och på Heathrow i London, England, Keyport och Port Angeles i Washington, San Diego och San Pedro i Kalifornien, US Naval Base i Groton, Connecticut samt slutscenen på floden Lake James i North Carolina. Från början var det meningen att Kevin Costner skulle spela rollen som Jack Ryan.
Rollen som Marko Ramius skulle egentligen ha spelats av Klaus Maria Brandauer, men Brandauer var tvungen att tacka nej till rollen på grund av ett tidigare åtagande. Han föreslog då att rollen skulle gå till Sean Connery istället.
Filmen vann för Bästa ljudredigering och nominerades för Bästa ljud och Bästa klippning på Oscarsgalan 1991. Den förlorade de resterande nomineringarna mot Dansar med vargar.